# Sorbier
Sorbier település Franciaországban, Allier megyében. Lakosainak száma 321 fő (2022. január 1.). Sorbier Bert, Châtelperron, Chavroches, Montcombroux-les-Mines, Saint-Léon és Varennes-sur-Tèche községekkel határos.

## Népesség
A település népessége az elmúlt években az alábbi módon változott:
| Lakosok száma | 471  | 364  | 310  | 280  | 301  | 309  | 315  | 318  | 318  | 321  |
|               | 1968 | 1982 | 1990 | 2006 | 2013 | 2015 | 2017 | 2019 | 2020 | 2022 |